# Saint-Marcellin (formaggio)
Il Saint-Marcellin è un formaggio francese a pasta molle e crosta fiorita prodotto nei 274 comuni dell'Isére. Nel 2013 ha ottenuto dall'Unione Europea il riconoscimento d'Indicazione Geografica Protetta (IGP). 

## Storia
Le prime menzioni del Saint-Marcellin si trovano nei libri contabili dell'intendenza di Luigi XI, che ne attestano la presenza sulle tavole reali a Plessis-lès-Tours e al Louvre a partire dal 1461.

## Degustazione
Il Saint-Marcellin IGP può essere degustato tutto l'anno. La stagionatura è di almeno 10 giorni (tra la cagliatura e la vendita). È disponibile in diversi formati:
- Saint-Marcellin secco: nel Delfinato e nei dintorni del comune di Saint-Marcellin, si consuma generalmente secco, con la crosta blu.
- Saint-Marcellin morbido. È l'aspetto che ha fatto la fama di questo piccolo formaggio, che a Lione si consuma morbido o addirittura filante, con un'insalata e crostini strofinati con aglio.

## Zona di produzione
La zona di produzione del Saint-Marcellin include 274 comuni dell'Isère, della Drôme e della Savoia.